# إدي غوتيرز (ممثل)
إدي غوتيرز هو ممثل فلبيني، ولد في 6 يناير 1942 في مانيلا في الفلبين.

## وصلات خارجية
- إدي غوتيرز على موقع IMDb (الإنجليزية)
- إدي غوتيرز على موقع قاعدة بيانات الفيلم (الإنجليزية)